# Johannes Freder

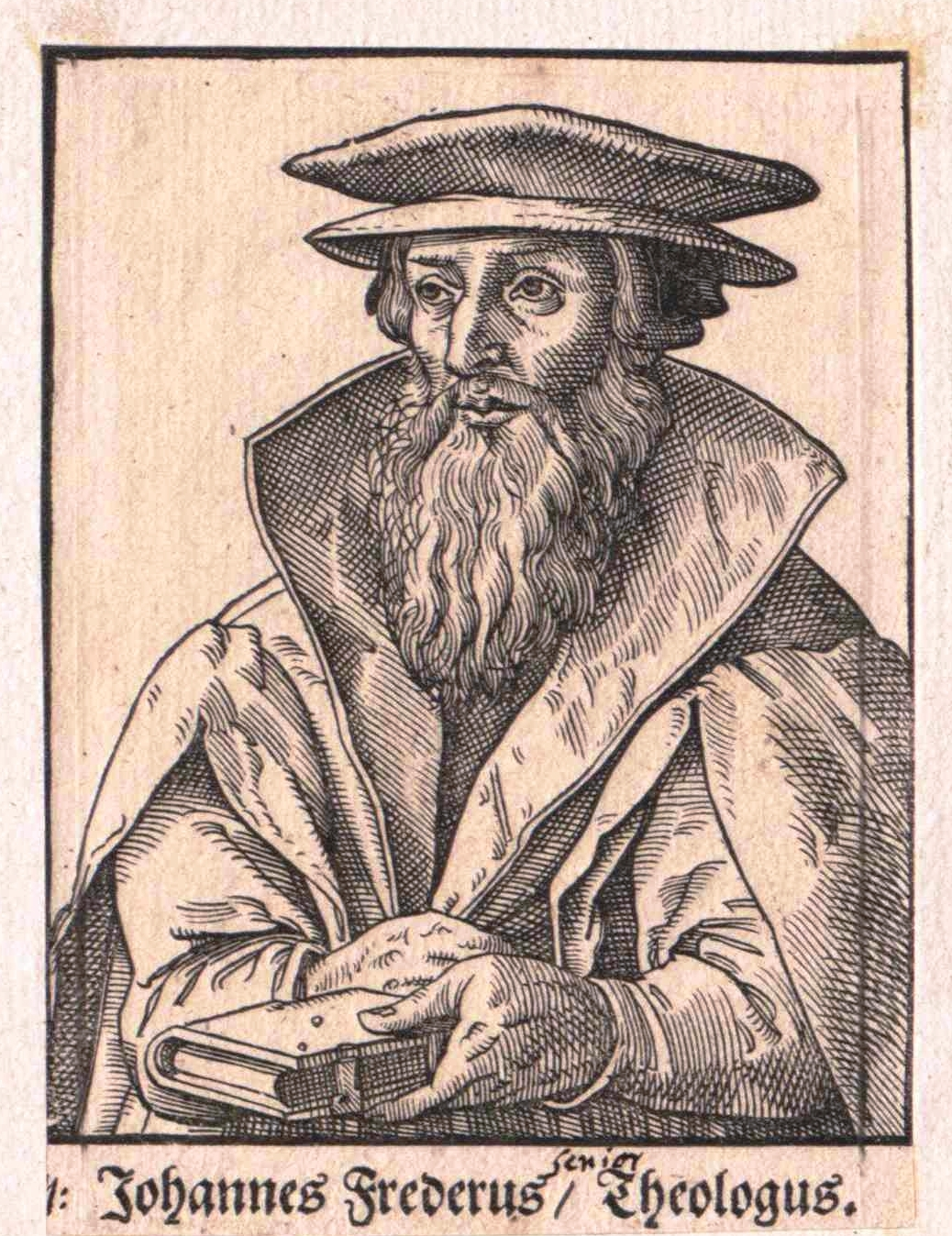
Johannes Freder (der Ältere)

Johannes Freder, genannt der Ältere, auch Fret(h)er, Fretter oder Irenaeus (* 29. August 1510 in Köslin; † 25. Januar 1562 in Wismar) war ein deutscher lutherischer Theologe und Kirchenlieddichter.

## Leben
Geboren als Sohn eines Ratsherrn und Bürgermeisters, immatrikulierte er sich 1524 an der Universität Wittenberg. Dort erwarb er sich 1533 den akademischen Grad eines Magisters und wurde 1537 auf Anraten Johannes Bugenhagens Konrektor an Gelehrtenschule des Johanneums in Hamburg. 1540 wurde er dort Lektor und Pastor am Dom.
Nachdem er 1547 in Stralsund Superintendent geworden war, ändert sich nicht seine ablehnende Haltung zum Augsburger Interim. Daher wurde er vom dortigen Rat entlassen, wird vom Herzog Philipp von Pommern 1549 als Professor der Theologie an die Universität Greifswald berufen und wird 1550 zum Superintendenten von Rügen ernannt. Als solcher geriet er in einen Widerspruch mit dem Roskilder Bischof und dem landesherrlichen Kirchenregiment.
Theologisch gewann Freder Bedeutung in der Auseinandersetzung mit Johannes Knipstro über die Frage bei der Handauflegung zur Ordination, welche Freder für ein Adiaphoron hielt. Nachdem Knipstro 1556 als Sieger aus der Auseinandersetzungen hervorgegangen war, wurde Freder Superintendent in Wismar und war von 1557 bis 1559 einer der wichtigsten mecklenburgischen Kirchenvisitatoren. Als geschätzter Übersetzer, vor allen Dingen von Martin Luthers Schriften und als Dichter niederdeutscher Kirchenlieder, ist sein Name in der Geschichte der Theologie erhalten geblieben.
1536 hat er sich mit Anna Falcke in Wittenberg vermählt und war damit ein Schwager von Justus Jonas dem Älteren. Aus dieser Ehe stammt der Sohn Johannes Freder der Jüngere, der Professor der Theologie in Rostock wurde.

## Werkauswahl
- Philippi Pomeranum ducis et Mariae ducissae Saxioniae epithalamium, Wittenberg 1536
- Loff und Vnschuldt der Frowen